# Xã Norway, Quận Traill, Bắc Dakota
Xã Norway (tiếng Anh: Norway Township) là một xã thuộc quận Traill, tiểu bang Bắc Dakota, Hoa Kỳ. Năm 2010, dân số của xã này là 169 người.